# Ti voglio bene Eugenio
Ti voglio bene Eugenio è un film del 2001 diretto da Francisco José Fernandez, con Giancarlo Giannini e Giuliana De Sio, girato a Foggia e Lucera, in Puglia.

## Trama
Un uomo Down è amato da due ragazzine, una delle due muore perché malata da tempo e l'altra parte, per tornare poi verso l'età di 40 anni. I due ritrovano i loro ricordi e il loro amore.

## Produzione
Il film è girato in Puglia, in particolare nella Città di Foggia. Si riconoscono i giardini ed il porticato della Villa Comunale, la cupola del palazzo dell'Acquedotto Pugliese. Altra location è Lucera.

## Riconoscimenti
- David di Donatello 2002
  - Miglior attore protagonista (Giancarlo Giannini)